# Fructuoso Miaja Sánchez
Fructuoso Miaja Sánchez (Ceuta, 1917-Ceuta, 23 de noviembre de 2009), político español, senador desde 1982 hasta 1986 y alcalde de Ceuta desde 1987 a 1991 por el PSOE.

## Biografía
Fructuoso Miaja Sánchez nace en Ceuta, ciudad donde pasó su juventud. Ya desde muy joven manifestó una alta inquietud política. Con 19 años tuvo que huir de la misma con motivo de la Guerra Civil ante el peligro que corría su vida (permaneció escondido cinco meses en diversos paraderos para evitar su detención). Intentó cruzar el Estrecho de Gibraltar en un pesquero junto con otros compañeros republicanos en la tarde del día 19 de diciembre de 1936. Ante el mal tiempo reinante se optó por dirigirse al puerto de Tánger, ciudad desde que la pudo marchar en pocos días a Marsella y de ahí pasar a la zona republicana con destino Madrid (era sobrino del general José Miaja Menant, jefe de la defensa de la capital de España). Se incorporó al Ejército de la República y, al final de la contienda, fue apresado en el puerto de Alicante junto con otros cientos de republicanos que pretendían refugiarse en otros países y que no pudieron zarpar a tiempo. Tras la guerra fue represaliado, pasó un tiempo en el campo de concentración de Albatera para luego ser juzgado en Ceuta donde fue condenado a 12 años de prisión. Quedó libre en el año 1950, regresó a su ciudad y allí estuvo trabajando en un pequeño bar - Noray -, situado en las Puertas del Campo.
Si bien siempre fue objeto de vigilancia por parte del régimen franquista continuó su actividad política en la clandestinidad y ya en los albores del régimen democrático fue nombrado Presidente del PSOE ceutí (enero de 1977). Fue nombrado Senador en las elecciones generales de 1982 y Alcalde en el año 1987, cumpliendo un mandato en ambos cargos políticos. Una de las calles del centro de la ciudad lleva su nombre.